# 胡家湾苗族土家族乡
胡家湾苗族土家族乡是中华人民共和国贵州省铜仁市思南县下辖的一个民族乡。

## 行政区划
胡家湾苗族土家族乡下辖以下村级行政区划单位：
胡家湾社区、铺桠村、先锋村、黄坝村、白岩塘村、光明村、皇主山村、江峰村、岩底村、黄龙泉村、灯塔村、周家桠村、南盆村、关联村和沙子坎村。